# 优比喜比火山口
優比喜比火山口（Ubehebe Crater）是位于美国加利福尼亚州死亡谷國家公園死亡谷的一个大型火山口。
火山口宽半英里（一公里），深500至777英尺（150至237m）。火山口的陨石坑的歷史估计距今2,000至7,000 年。 
2012年，新的证据表明该陨石坑的歷史可能只有800年，不過这个數字是年數下限，所以陨石坑的歷史仍有可能不止800年。  